# Бао Сишунь
Бао Сишунь (кит. упр. 鲍喜顺, род. в 1951 г.) — монгольский чабан из китайской провинции Внутренняя Монголия, который при росте 236 см в 2005—2007 г. признавался Книгой рекордов Гиннесса самым высоким человеком из числа ныне живущих людей.
13 декабря 2006 года Бао Сишунь благодаря длине своих рук (1,06 м) спас двух дельфинов в парке Royal Ocean World (город Фушунь, провинция Ляонин) — он помог извлечь инородные тела из их желудков.
24 марта 2007 года при стечении репортёров сыграл свадьбу с 28-летней продавщицей из Чифэна, женщиной нормального роста. В том же году Книга рекордов признала самым высоким человеком Леонида Стадника с Украины.
В 2008 году Книга рекордов Гиннесса возвратила Бао Сишуню звание самого высокого человека в мире после того, как житель Украины Леонид Стадник отказался быть измеренным, согласно новым руководящим принципам, независимыми судьями.
В сентябре 2009 года было установлено, что самым высоким в мире человеком является 26-летний гражданин Турции Султан Кёсен, рост которого 251 см.
В истории человечества самым высоким человеком считается Роберт Уодлоу.